# Yatsushiro
Yatsushiro (jap. 八代市 Yatsushiro-shi) – miasto w Japonii, w prefekturze Kumamoto, w środkowej części wyspy Kiusiu.
W  mieście znajdują się ruiny zamku Yatsushiro (są obecnie częścią chramu shintō). Jest stamtąd widok na pobliskie wyspy Amakusa i morze Yatsuhiro.

## Lokalne specjalności
Yatsushiro jest znane z kilku produktów spożywczych i potraw: 
- owoców banpeiyu (Citrus grandis; Citrus maxima) rodzaj pomelo;
- lokalnej specjalności o nazwie karashi-renkon, korzenia lotosu (Nelumbo nucifera, jap. renkon), nadziewanego musztardą (karashi);
- basashi, dania z surowego mięsa końskiego, krojonego w bardzo cienkie plastry i podawanego z czosnkiem i sosem sojowym, doprawionym imbirem[3].

## Galeria

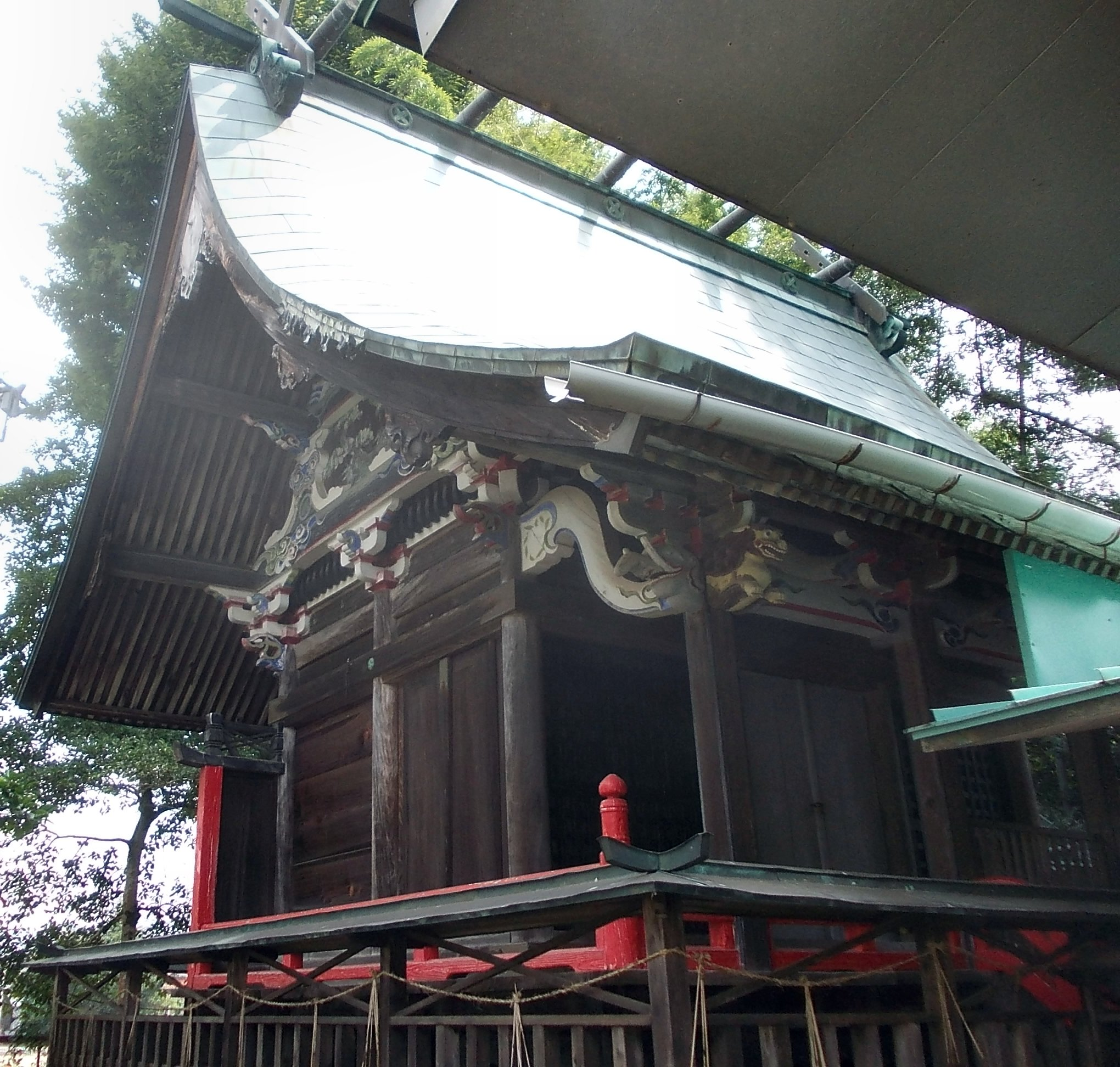
Chram Kutaragi
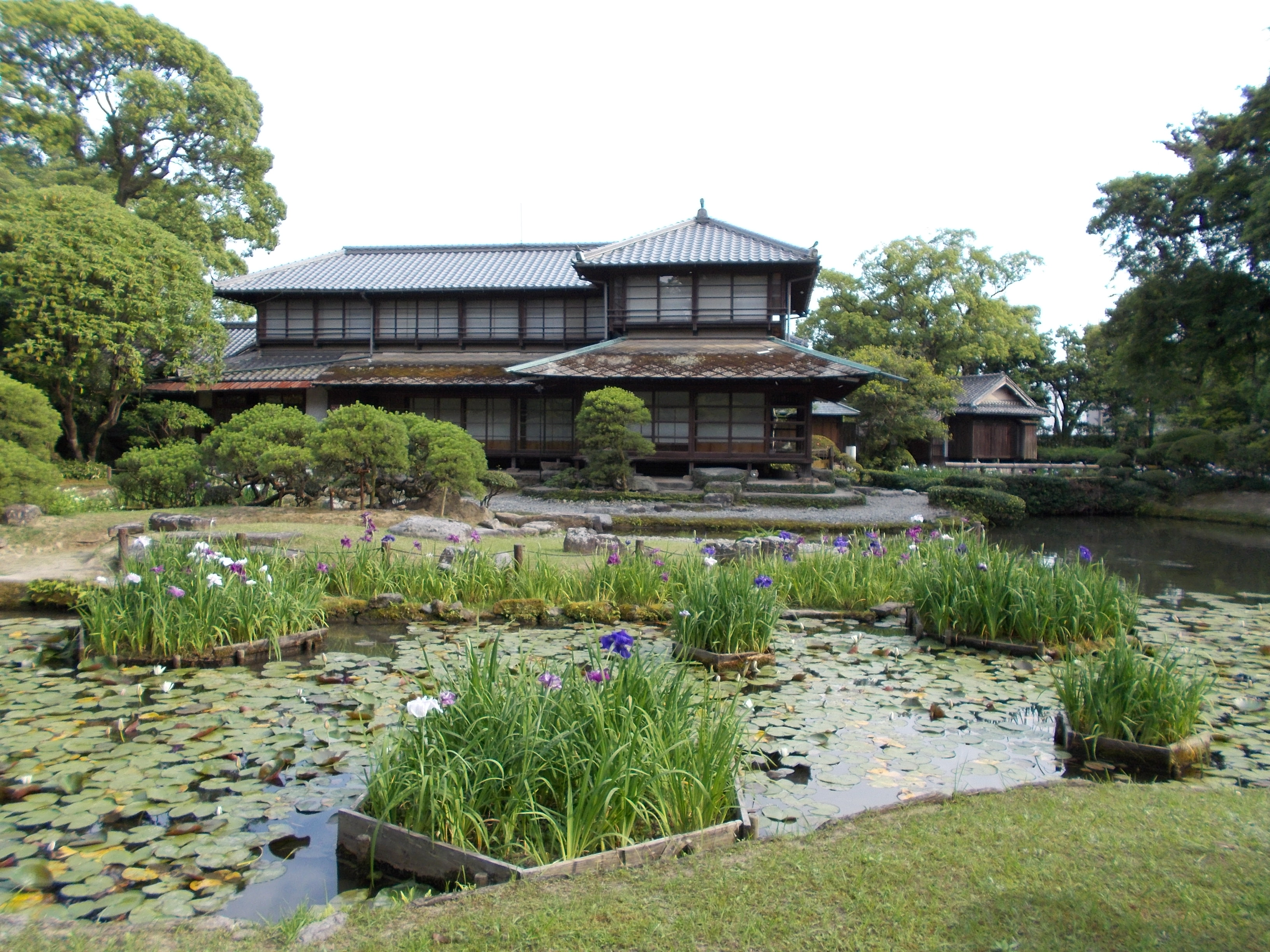
Shōhinken – ogród i pawilon herbaciany
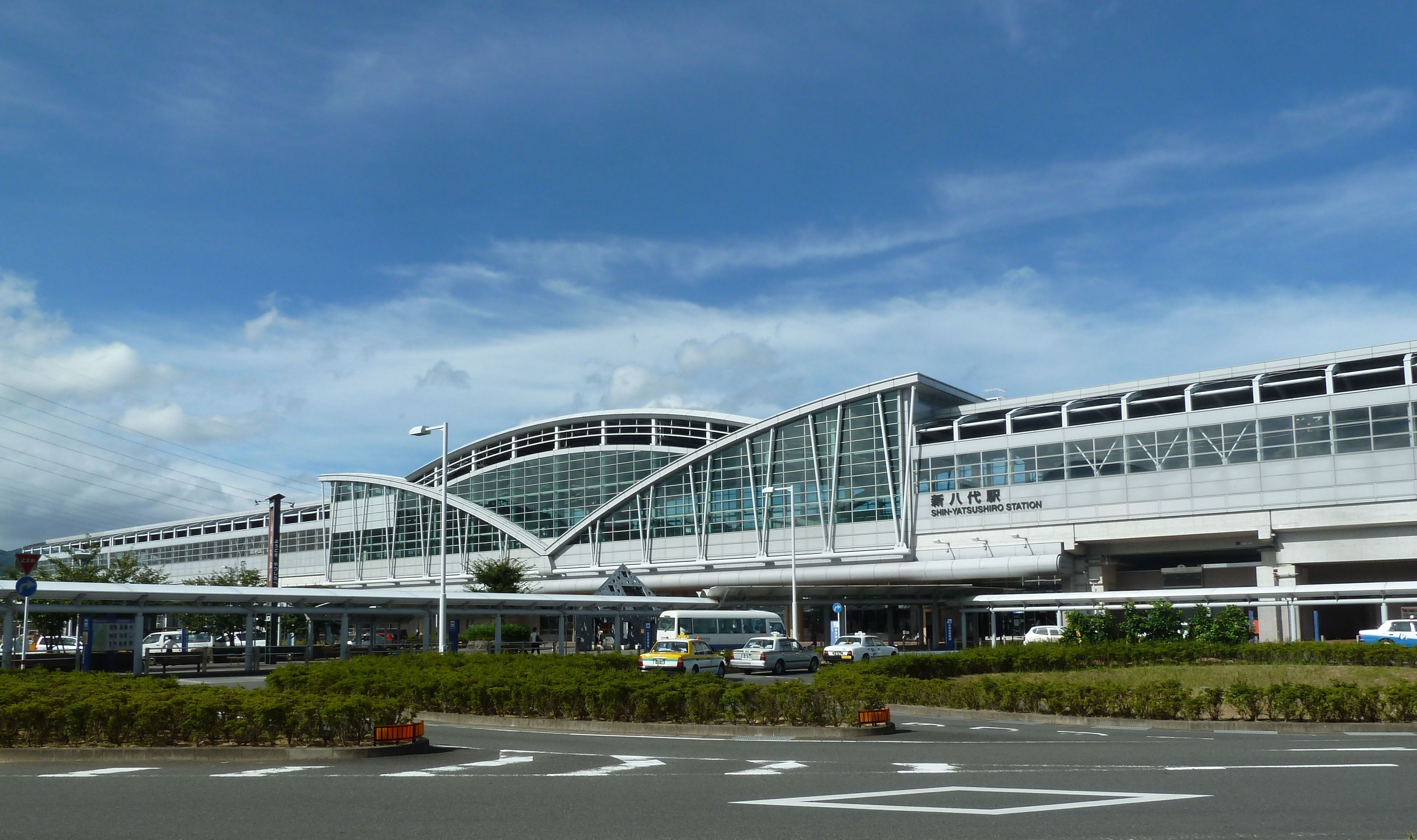
Nowy dworzec kolejowy w Yatsushiro
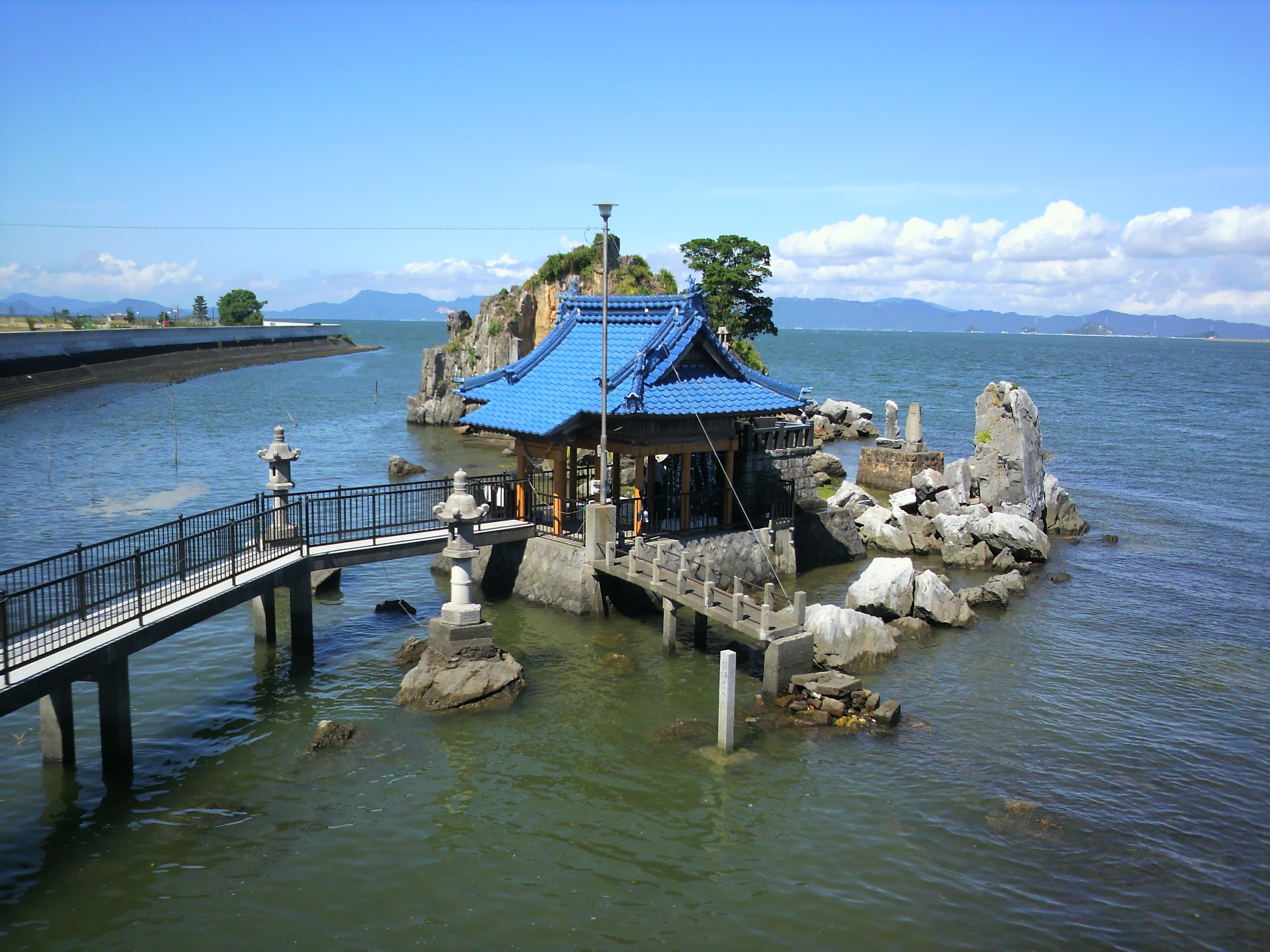
Wysepka Mizushima u ujścia rzeki Kuma do morza Yatsushiro[a]